# Route nationale 191
Die N191 wurde 1824 in drei Teilen zwischen Corbeil-Essonnes und Mareil-sur-Mauldre festgelegt. In Mareil-sur-Mauldre hatte sie keine Verbindung zu einer anderen Nationalstraße. 1933 erfolgte die Verlängerung nach Epône an die N190 (ab 1949 N13). Die N10 erhielt 1949 eine neue Führung über Ablis. Dadurch ging der Abschnitt zwischen Rambouillet und Ablis an diese. 1992 erfolgte die Abstufung des Abschnittes zwischen Epône und Les Essarts-lo-Roi und 2006 der Rest bis auf die Verbindung von der N10 in Ablis zur A10.

## Streckenverlauf
| Position | höchste zulässige Gesamtgeschwindigkeit | Fahrbahnen | Typ | Abschnitt | Längengrad | Breitengrad |
| -------- | --------------------------------------- | ---------- | --- | --------- | ---------- | ----------- |
| 1        | 90                                      | 2          |     | N10       | 48.5162    | 1.8251      |
| 2        | 90                                      | 2          |     | Ablis     | 48.5095    | 1.8322      |
| 3        | 90                                      | 2          |     | Ablis     | 48.5048    | 1.8367      |

## N191a
Die N191A war von 1933 bis 1952 ein Seitenast der N191, der von dieser abzweigte und durch das Zentrum vom Rambouillet nördlich hinaus auf die N10 führte. Sie wurde in die N10 integriert und trägt heute die Nummer D151 und D936. Ihre Länge betrug 3,5 Kilometer.

## N191b
Die N191B war von 1933 bis 1973 ein Seitenast der N191, der von dieser zur N10 verlief. Sie befand sich nördlich von Le Perray-en-Yvelines und ist trägt heute die Nummer D991. Kurzzeitig bis zur Abstufung 1978 trug sie die Nummer N291. Ihre Länge betrug 1,5 Kilometer.